# De clarea
Il De clarea è un breve trattato di un autore anonimo bernese, scritto in latino nella seconda metà dell'XI secolo (presumibilmente).
Esso tratta esclusivamente di miniatura ed è uno dei più antichi testi pervenutoci che descriva i procedimenti tecnici per questa forma di arte.
Vi sono descritte le istruzioni per il miniatore per l'uso della chiara d'uovo per la tempra dei colori e per la realizzazione delle lettere capitali. Vi si tratta inoltre della pergamena, citando quella di ovinum et vitelinum di Fiandra e di Normandia e quella di ovinum di Borgogna: tali indicazioni hanno fatto anche pensare a un'origine francese dell'autore. Probabilmente un'ultima parte trattava della realizzazione dei colori, ma è andata perduta.
È il primo esempio nell'arte europea di un trattato su un settore specifico delle arti. Vi viene posto l'accento sull'originalità dell'artista, riferito però alla sua missione di glorificazione divina, verso il cui compito l'ingegno umano è incapace. Tra le fonti dell'autore è stato indicato il ricettario Eraclio.